# Waybook
Waybook byl internetový server určený ke zprostředkování spolujízd nejen studentů s úsporou času, peněz a životního prostředí. Služba fungovala v letech 2009 až 2021.

## Vlastnosti
Waybook byl bezplatná služba určená nejen studentům. Zájemci o zprostředkování jízd se zaregistrovali, služby byly nabízeny zdarma. K ochraně proti potenciálním násilníkům sloužilo hodnocení řidičů. K ochraně osobních údajů byla určena ochrana proti robotům umožňujícím datamining.

## Historie
Služba byla spuštěna po tříletém vývoji 1. září 2009. Autory projektu byli Jiří Vlašimský z Horního Jiřetína, Vojtěch Žihla z Litvínova a Jan Svoboda z Mostu, všichni toho času čerství absolventi bakalářského studia Fakulty aplikovaných věd v Plzni. Důvodem vzniku byla poptávka samotných autorů po zprostředkování cesty do Plzně a nespokojenost s dosavadními podobnými projekty. Ekonomický model vymysleli autoři vlastní, bezplatný provoz pro klienty a hrazení Nákladů ze svého. Rok po rozjezdu se projekt potýkal především s problémem propagace a apeloval na své uživatele, aby s propagací pomohli s cílem zvýšit návštěvnost. Podle snapshotů stránky waybook.cz na web.archive.org zaznamenala služba přibližně od roku 2020 trvalé snížení evidovaných jízd na nulu, patrně v souvislosti s covidovou krizí. V říjnu 2021 přestal web fungovat úplně a byl nedostupný, čímž služba zcela zanikla.